# Walnut Creek (Caroline du Nord)
Walnut Creek est une ville américaine située dans le comté de Wayne dans l'État de Caroline du Nord. En 2010, sa population était de 835 habitants.

## Démographie
| 1980 | 1990 | 2000 | 2010 | - | - |
| ---- | ---- | ---- | ---- | - | - |
| 343  | 623  | 859  | 835  | - | - |

## Source de la traduction
- (en) Cet article est partiellement ou en totalité issu de l’article de Wikipédia en anglais intitulé « Walnut Creek, North Carolina » (voir la liste des auteurs).